# Penafiel
Penafiel é uma cidade portuguesa capital da sub-região do Tâmega e Sousa, pertencendo à região do Norte e ao Distrito do Porto.
É sede do Município de Penafiel que tem uma área total de 212,24 km2, 69 629 habitantes em 2021 e uma densidade populacional de 328 hab./km2, subdividido em 28 freguesias. O município é limitado a norte pelo município de Lousada, a nordeste por Amarante, a leste por Marco de Canaveses, a sul por Castelo de Paiva e a oeste por Gondomar e Paredes.
Penafiel está situada no topo e encostas de uma pequena colina, conhecida como Arrifana, entre o rio Sousa e o rio Cavalum afluentes do lado direito do rio Douro. Penafiel foi em tempos sede de diocese, e atualmente permanece como um dos principais eixos urbanos da região de Vale do Sousa e Tâmega. Esta cidade fica situada a 30 quilómetros a leste da cidade do Porto. É uma cidade muito antiga, dado que é a segunda cidade mais antiga do norte do país.

## História

### Achados Pré-Históricos
Da cultura megalítica resta, na freguesia de Santa Marta, o Dólmen da Portela também conhecido por "Forno dos Mouros". Monumento do mesmo período é o Menir de Luzim, marco sepulcral com dois metros e meio de altura que tem três mil a quatro mil anos. Ainda na freguesia de Luzim, encontram-se as Gravuras rupestres de Lomar, que perduram desde há três mil anos.
Em vários locais do município existem sepulturas antropomórficas, como em Perozelo e Cabeça Santa.
Abundam também vários castros, mas ainda sem nenhum estudo arqueológico efetuado. O único onde tem vindo a ser efetuadas escavações arqueológicas e que é o maior de todos, é a Citânia do Monte Mozinho, conhecida por "cidade morta". Este castro, um dos mais extensos da Península Ibérica, terá sido de acordo com alguns historiadores, a "Cividade Gallaeci", capital dos galegos. A citânia conserva vestígios de várias culturas: galaico-lusitana, romana, visigótica e árabe. Nela foi ainda encontrada uma estátua de guerreiro, característica da influência céltica.

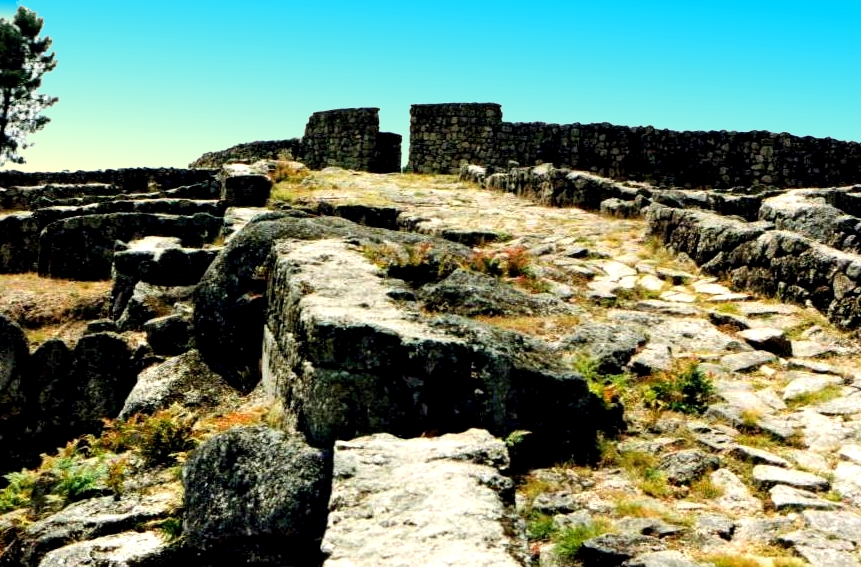
Castro do Monte Mozinho

Ainda há alguns anos quando se lavravam os campos, apareciam objetos da antiga cidade. Já se encontraram nos campos de lavoura, moedas cunhadas com a efígie do rei Constantino. Os objetos encontrados, encontram-se expostos no Museu de Penafiel. Mas antes de começarem a ser feitas as escavações arqueológicas, que só começaram há cerca 20 anos, a antiga cidade foi muito saqueada, havendo na maioria das casas existentes nas redondezas pias trabalhadas trazidas da cidade morta que utilizam para os animais beberem, é frequente ver-se também em muros pedras trabalhadas que também foram de lá trazidas.

### Penafiel na Época Medieval
Até ao reinado de D. José I, era conhecida como Arrifana de Sousa; por carta régia de 3 de Março de 1770, viu a sua designação alterada para Penafiel, e ser elevada à categoria de cidade. Também nesse ano foi, por bula do Papa Clemente XIV, ereta em sede da diocese do mesmo nome, ao mesmo tempo que a diocese de Pinhel; porém, teve curta duração, e apenas se conta um bispo na sua breve existência.
A origem do nome Penafiel é diferente em diversas lendas, sendo no entanto a mais comum a que afirma que a origem do nome surgiu de fortificações existentes na localidade.
Quando se deu a fundação da cidade, erguiam-se aqui dois castelos: um deles situava-se junto ao rio Sousa, a norte do seu leito, e chamava-se Castelo de Aguiar de Sousa; O segundo na margem sul denominava-se castelo da Pena (Pennafidelis). Atacado diversas vezes pelos mouros, esta última fortificação nunca se rendeu, o que lhe valeu o epíteto de "fiel" passando assim a ser conhecida por Castelo de Penafiel.

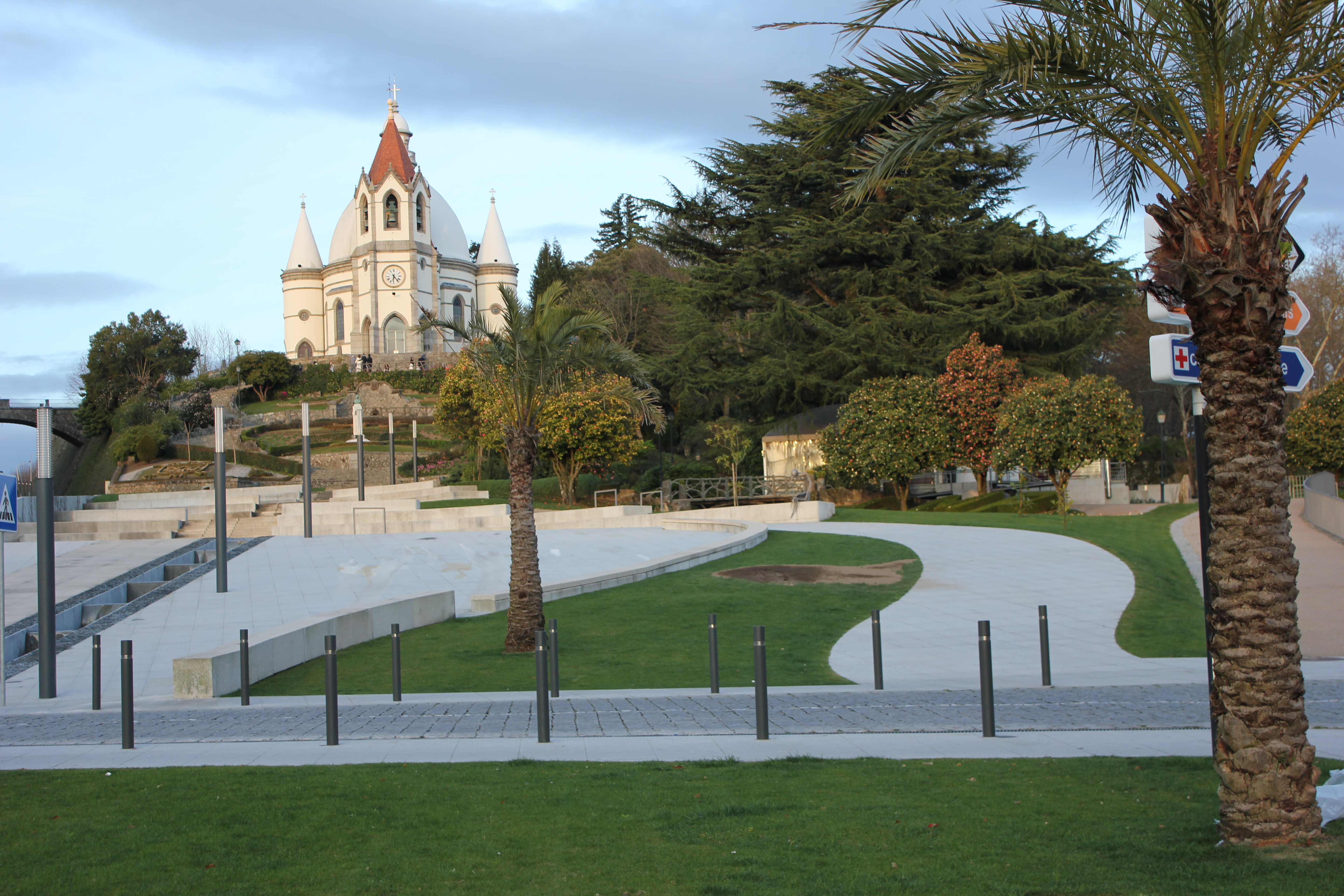
Ex-líbris de Penafiel

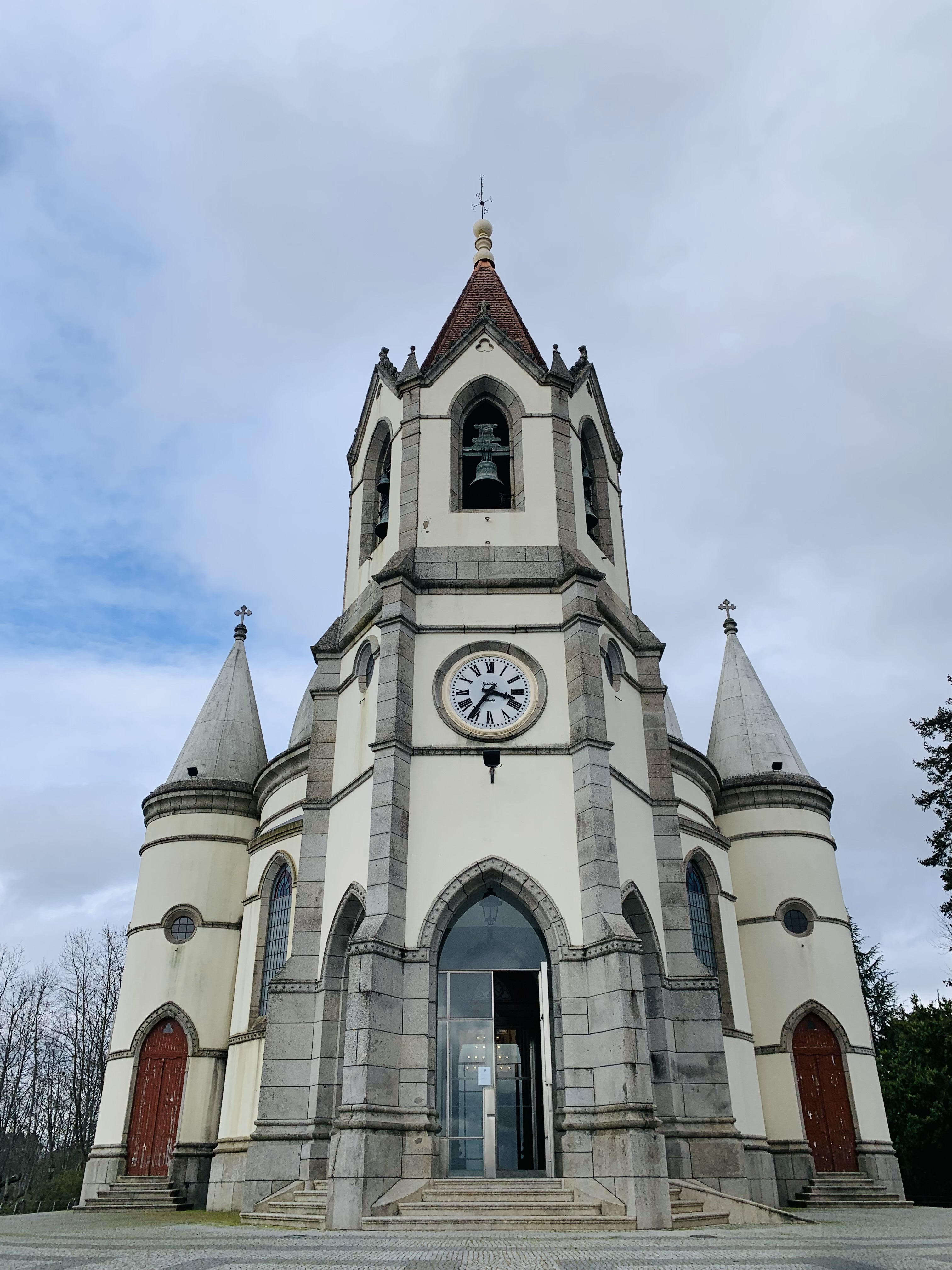
Igreja do Sameiro

Apesar deste episódio, a povoação manteve durante séculos a sua antiga designação Arrifana de Sousa. Quanto à proveniência do nome Arrifana persistem dúvidas sobre se terá origem árabe ou se estará ligado ao nome de Arriana, filha do Hermenegildo Gonçalves e de D. Mumadona Dias. Após a morte do pai, Arriana herdou esta terra de que foi senhora no século X.
Diversos terrenos da região foram também propriedade de D. Mafalda na primeira metade do século XIII.

### A Época Moderna
O início da paróquia de Arrifana de Sousa data do século XVI. No mesmo século, em 1519, o rei Manuel I de Portugal concede-lhe carta de foral, sem, contudo, a elevar a Vila. No ano de 1723 a população pede ao monarca que o lugar fosse elevado a vila, com Juiz e Câmara próprios. O Porto, sentindo-se prejudicado, não gostou da ideia e pressionou para que que houvesse decisão negativa a este processo, só conseguindo adiar esta situação até 1741. É nesse ano, durante o reinado de João V de Portugal, que a paróquia é elevada a vila, por decreto de 7 de Outubro de 1741, tendo Câmara e Juiz de Fora e dos Órfãos.
Uma lei do rei José I de Portugal datada de 3 de Março de 1770, altera finalmente o topónimo da localidade para Penafiel e confere-lhe a categoria de cidade.
Ainda em 1770, é criada uma bula do Papa Clemente XIV, que criou a diocese de Penafiel, que foi assim separada eclesiasticamente da diocese do Porto. Foi nomeado bispo o carmelita Dom Frei Inácio de São Caetano, confessor de Maria I de Portugal, que na altura era ainda princesa do Brasil. Por se encontrar junto da futura rainha o bispo nunca chegou a administrar a diocese. Quando D. Maria I foi eleita rainha, convenceu o Frei a renunciar ao bispado e em 1778 o Papa Pio VI extingue a diocese, incorporando-a de novo na do Porto.
Vila, cidade, sede de comarca e de bispado em menos de trinta anos, foram significativas mudanças que exponenciaram o crescimento desta terra, atingindo o ponto alto de prestígio, riqueza e desenvolvimento na segunda metade de setecentos. Depois vieram os tempos conturbados da guerra peninsular, e Penafiel esteve sucessivamente ocupada pelos exércitos francês e luso-britânico, e da guerra civil. Recomposta destes pesadelos, a cidade (cerca de 10% do total da população) e o seu município, agora com a composição territorial definitiva, entrarão, na segunda metade de oitocentos, em novo período de crescimento, assumindo as promessas do progresso fontista. É nesta fase que se fixa o urbanismo que ainda hoje reconhecemos nas ruas, avenidas e praças, com todas as peças prestigiantes como o quartel militar, o cemitério, o jardim público, a praça do mercado, o matadouro, a casa das repartições, o teatro, as escolas, etc., e mesmo o início de um proeminente santuário sobranceiro à cidade, com o seu parque.

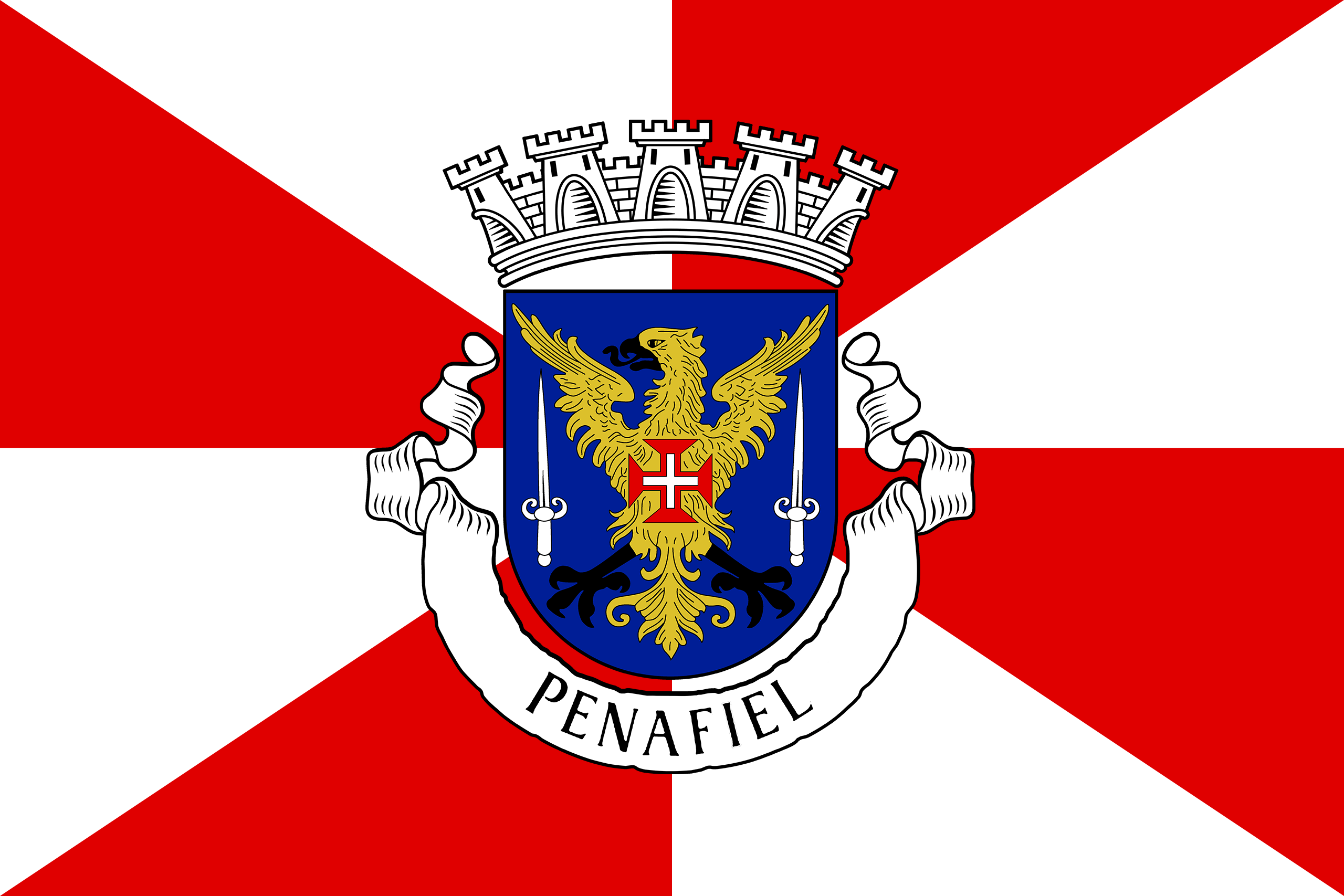
Bandeira de hastear do concelho de Penafiel

A 09 de outubro de 1969, usando da faculdade conferida pelo n.º 3 do artigo 109.º da Constituição, é decretado pelo Governo de Portugal, o dia 11 de Novembro como Feriado Municipal.

## População
| Número de habitantes | Número de habitantes | Número de habitantes | Número de habitantes | Número de habitantes | Número de habitantes | Número de habitantes | Número de habitantes | Número de habitantes | Número de habitantes | Número de habitantes | Número de habitantes | Número de habitantes | Número de habitantes | Número de habitantes | Número de habitantes |
| -------------------- | -------------------- | -------------------- | -------------------- | -------------------- | -------------------- | -------------------- | -------------------- | -------------------- | -------------------- | -------------------- | -------------------- | -------------------- | -------------------- | -------------------- | -------------------- |
| 1864                 | 1878                 | 1890                 | 1900                 | 1911                 | 1920                 | 1930                 | 1940                 | 1950                 | 1960                 | 1970                 | 1981                 | 1991                 | 2001                 | 2011                 | 2021                 |
| 28 247               | 28 911               | 30 432               | 31 799               | 34 834               | 35 082               | 37 496               | 42 179               | 46 476               | 49 924               | 53 715               | 64 267               | 68 444               | 71 800               | 72 265               | 69 629               |

(Obs.: Número de habitantes "residentes", ou seja, que tinham a residência oficial neste município à data em que os censos se realizaram.)
| Número de habitantes por Grupo Etário | Número de habitantes por Grupo Etário | Número de habitantes por Grupo Etário | Número de habitantes por Grupo Etário | Número de habitantes por Grupo Etário | Número de habitantes por Grupo Etário | Número de habitantes por Grupo Etário | Número de habitantes por Grupo Etário | Número de habitantes por Grupo Etário | Número de habitantes por Grupo Etário | Número de habitantes por Grupo Etário | Número de habitantes por Grupo Etário | Número de habitantes por Grupo Etário | Número de habitantes por Grupo Etário |
| ------------------------------------- | ------------------------------------- | ------------------------------------- | ------------------------------------- | ------------------------------------- | ------------------------------------- | ------------------------------------- | ------------------------------------- | ------------------------------------- | ------------------------------------- | ------------------------------------- | ------------------------------------- | ------------------------------------- | ------------------------------------- |
|                                       | 1900                                  | 1911                                  | 1920                                  | 1930                                  | 1940                                  | 1950                                  | 1960                                  | 1970                                  | 1981                                  | 1991                                  | 2001                                  | 2011                                  | 2021                                  |
| 0-14 Anos                             | 11 248                                | 12 509                                | 12 313                                | 13 772                                | 15 642                                | 16 242                                | 19 090                                | 21 350                                | 21 852                                | 17 904                                | 15 204                                | 12 756                                | 9 357                                 |
| 15-24 Anos                            | 5 765                                 | 6 256                                 | 6 687                                 | 6 800                                 | 7 095                                 | 8 629                                 | 7 998                                 | 9 140                                 | 13 513                                | 14 075                                | 12 075                                | 9 745                                 | 8 547                                 |
| 25-64 Anos                            | 12 936                                | 13 865                                | 13 860                                | 15 000                                | 16 267                                | 17 790                                | 19 338                                | 19 390                                | 23 889                                | 30 534                                | 36 964                                | 40 554                                | 39 331                                |
| = ou > 65 Anos                        | 1 831                                 | 2 064                                 | 1 902                                 | 1 998                                 | 2 821                                 | 3 072                                 | 3 498                                 | 3 835                                 | 5 013                                 | 5 931                                 | 7 557                                 | 9 210                                 | 12 394                                |

(Obs: De 1900 a 1950 os dados referem-se à população "de facto", ou seja, que estava presente no município à data em que os censos se realizaram. Daí que se registem algumas diferenças relativamente à designada população residente)

## Freguesias

Freguesias do município de Penafiel.

O município de Penafiel divide-se em 28 freguesias, tendo 3 delas o estatuto de vila (Abragão, Paço de Sousa e Rio de Moinhos):
| - Abragão - Boelhe - Bustelo - Cabeça Santa - Canelas - Capela - Castelões - Croca - Duas Igrejas - Eja - Fonte Arcada - Galegos - Guilhufe e Urrô - Irivo | - Lagares e Figueira - Luzim e Vila Cova - Oldrões - Paço de Sousa - Penafiel - Perozelo - Rans - Recezinhos (São Mamede) - Recezinhos (São Martinho) - Rio de Moinhos - Rio Mau - Sebolido - Termas de São Vicente - Valpedre |

As 5 freguesias mais populosas segundo os censos de 2021 são:
1. Penafiel (15 676 habitantes)
2. Termas de São Vicente (4 758 habitantes)
3. Guilhufe e Urrô (3 845 habitantes)
4. Paço de Sousa (3 838 habitantes)
5. Lagares e Figueira (2 780 habitantes)

As 28 freguesias do município são na sua grande maioria bastante industrializadas, embora outras apresentem ainda um cunho bastante rural, tem também aldeias rurais preservadas. Aldeias que se apresentam com casas feitas com pedras de pequena dimensão, lascas de granito, material muito abundante na localidade até porque Penafiel é uma zona de extração de granito e com os beirais dos telhados em xisto. Há cerca de 100 anos a grande maioria das casas tinham tetos exclusivamente feitos de xisto, no entanto e com o surgir de novos materiais e com a progressiva modernização esta tradição foi sendo abandonada em detrimento telha comum, sendo que atualmente o xisto só aparece nos beirais.

### Evolução do mapa do concelho de Penafiel desde 1836

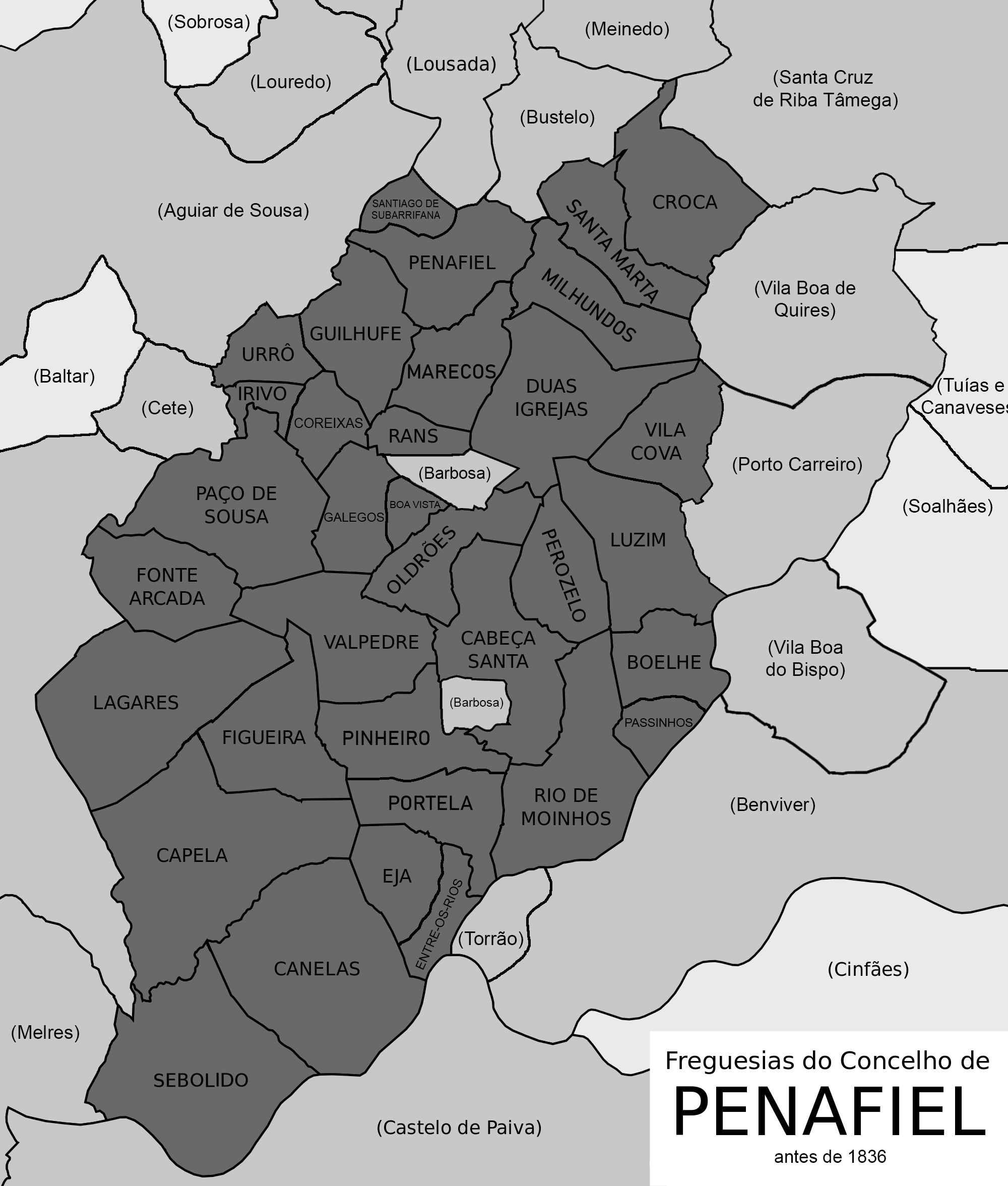
antes de 1836
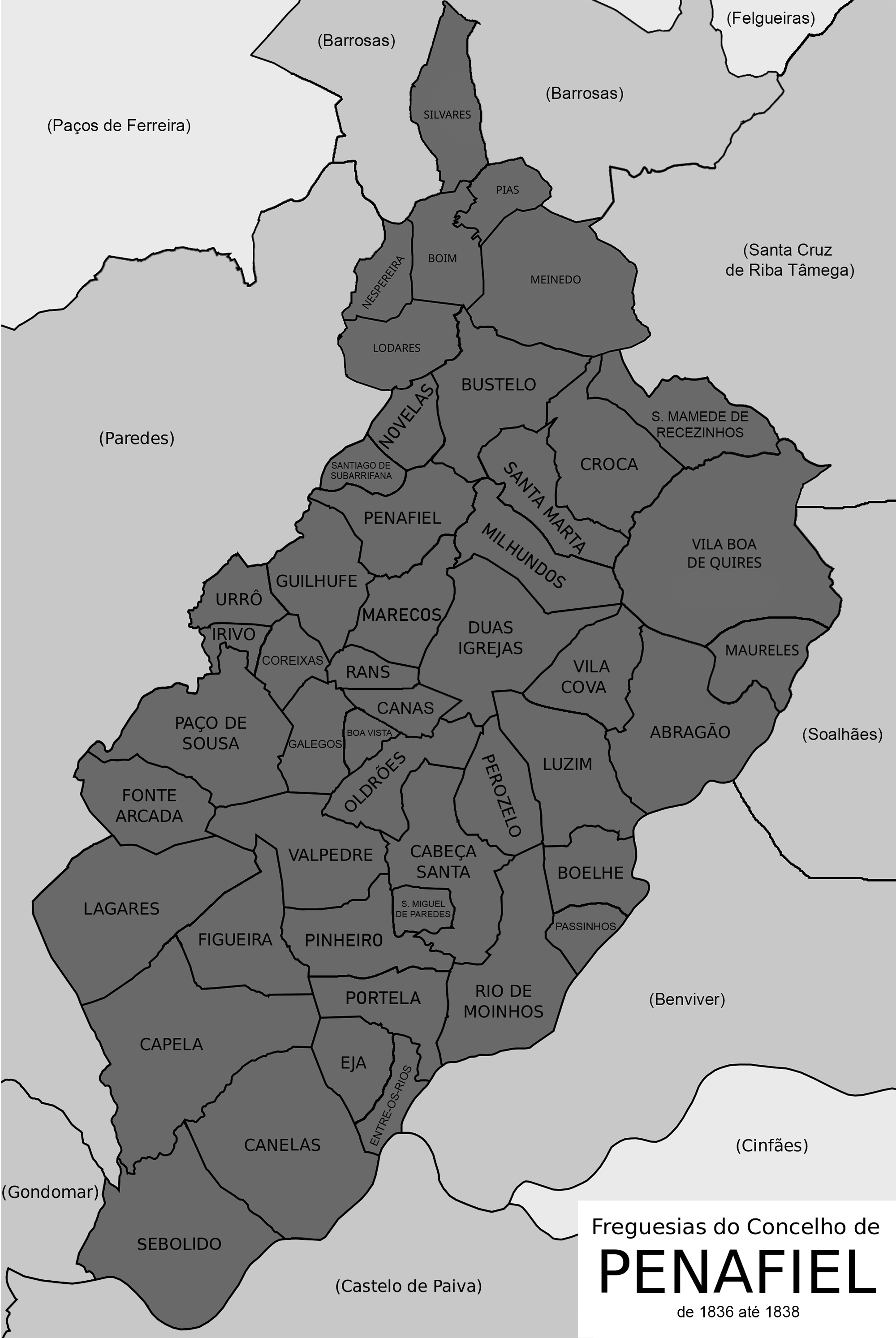
de 1836 até 1838
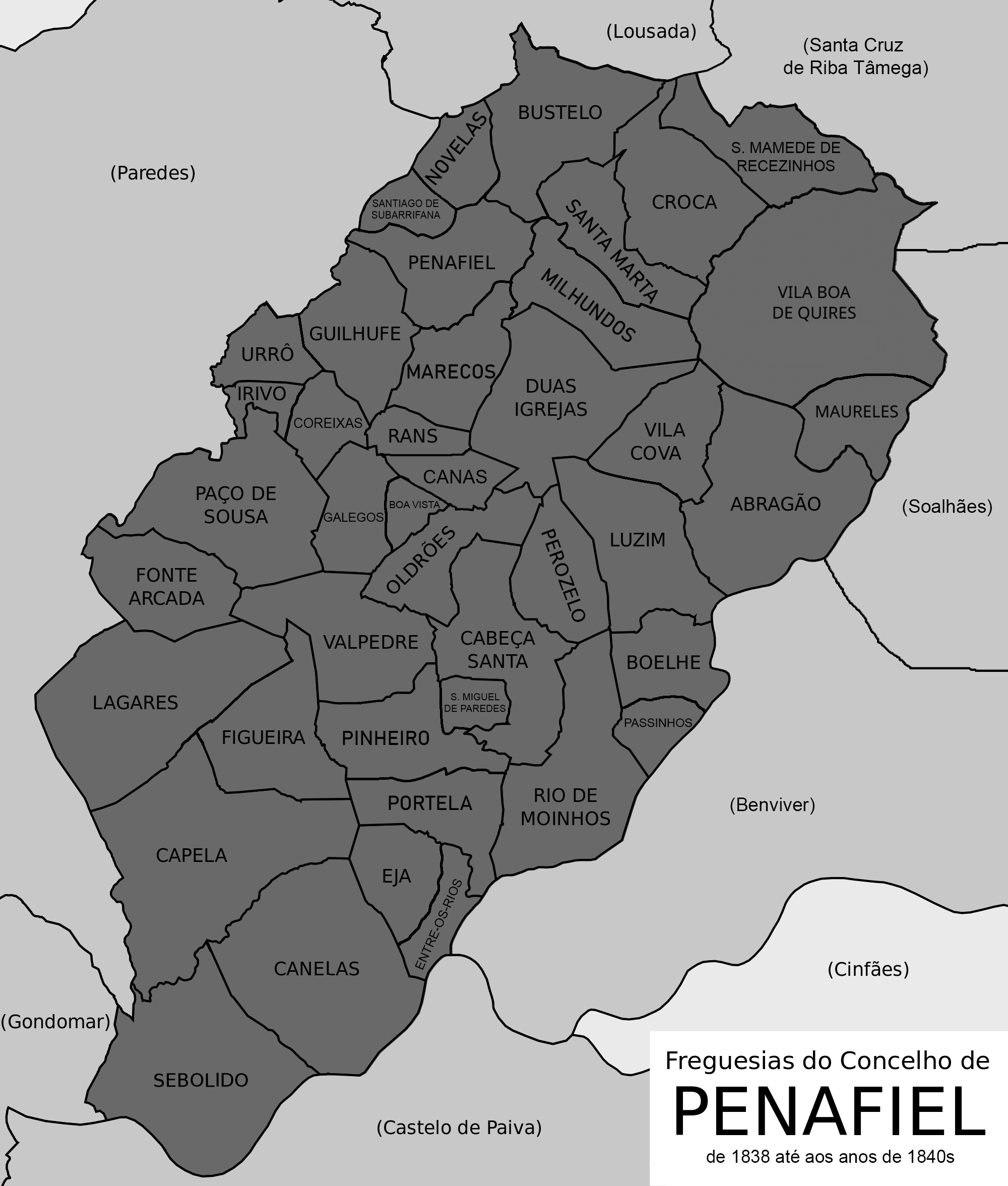
de 1838 até aos anos de 1840s
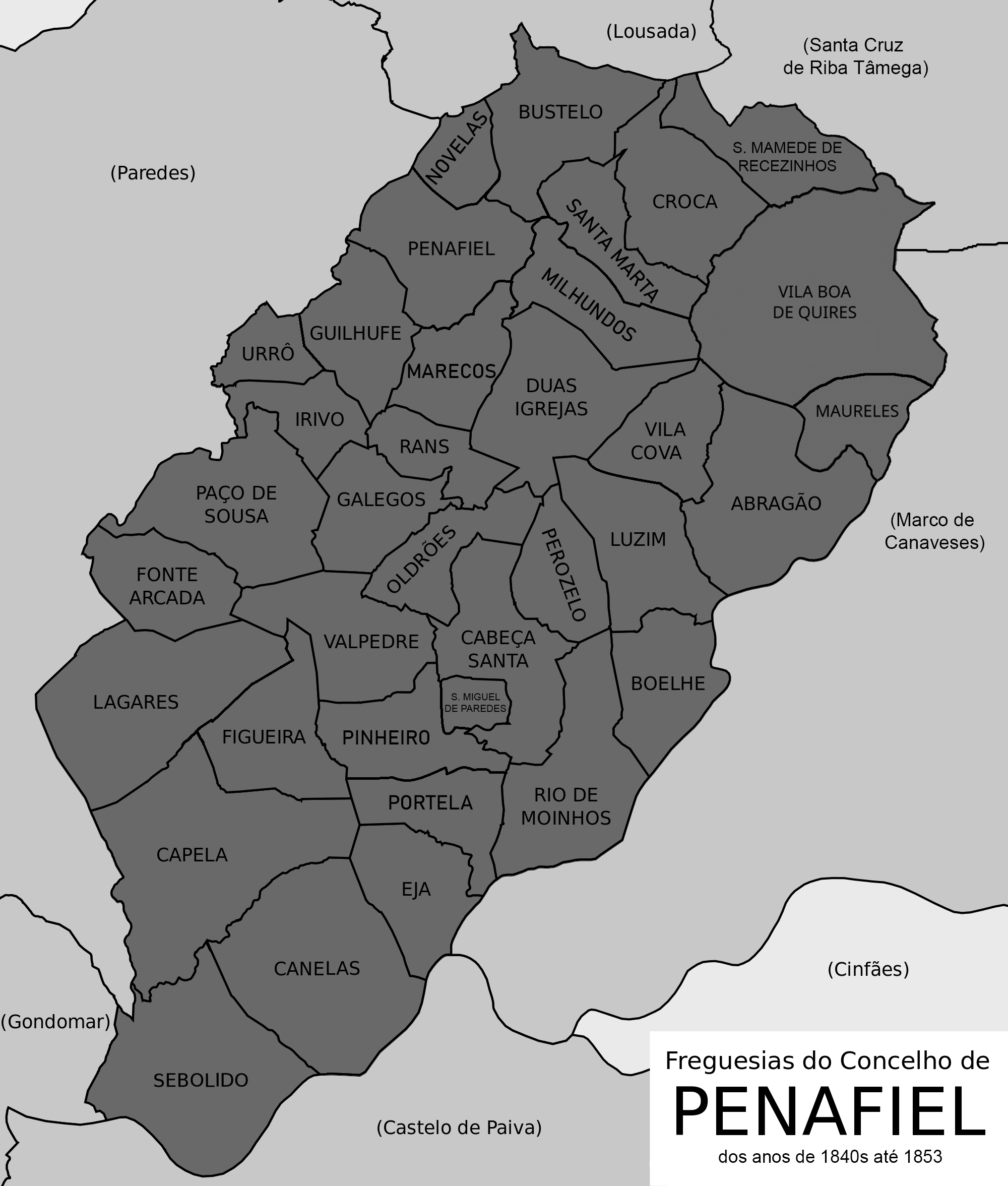
dos anos de 1840s até 1853
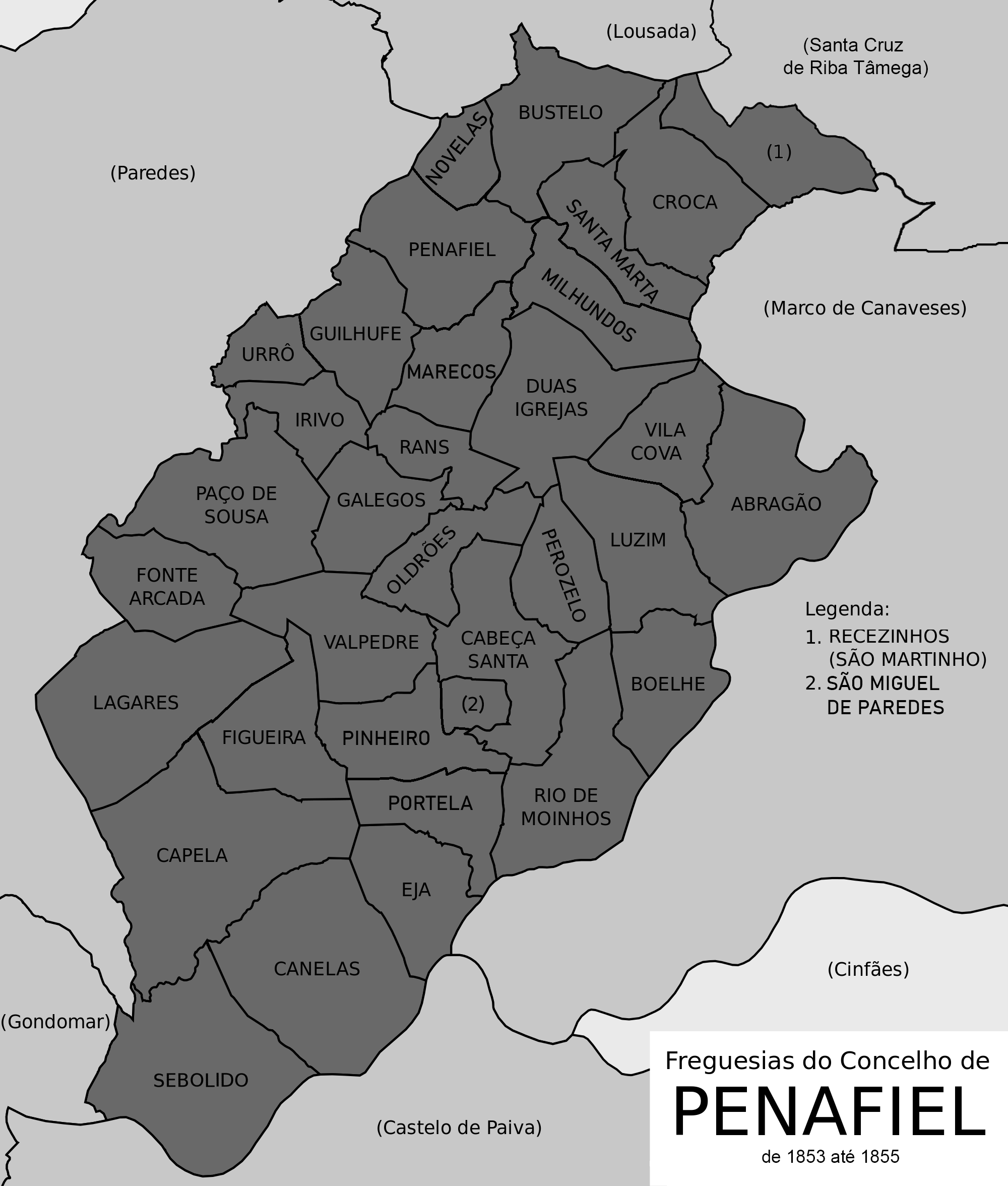
de 1853 até 1855
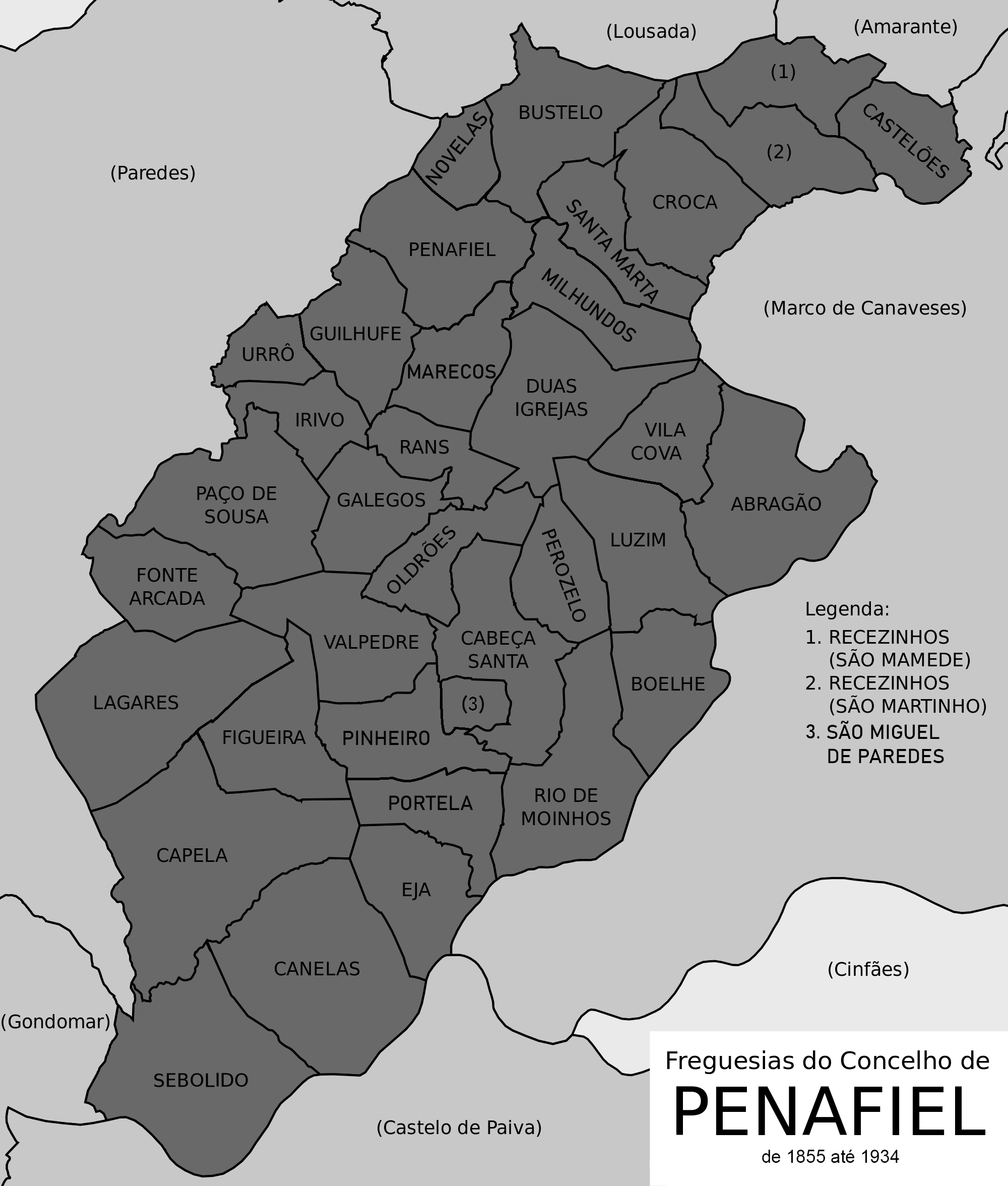
de 1855 até 1934
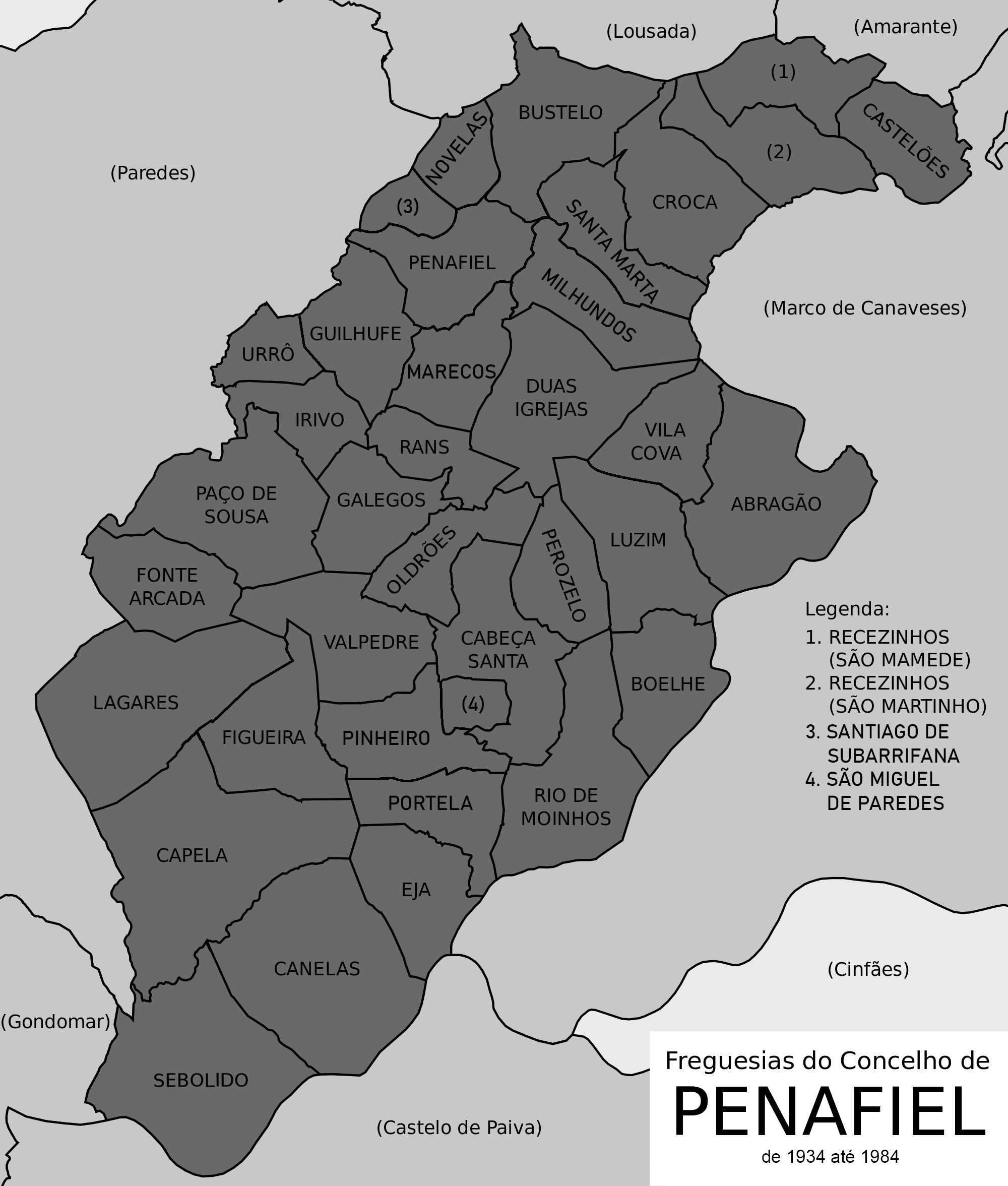
de 1934 até 1984
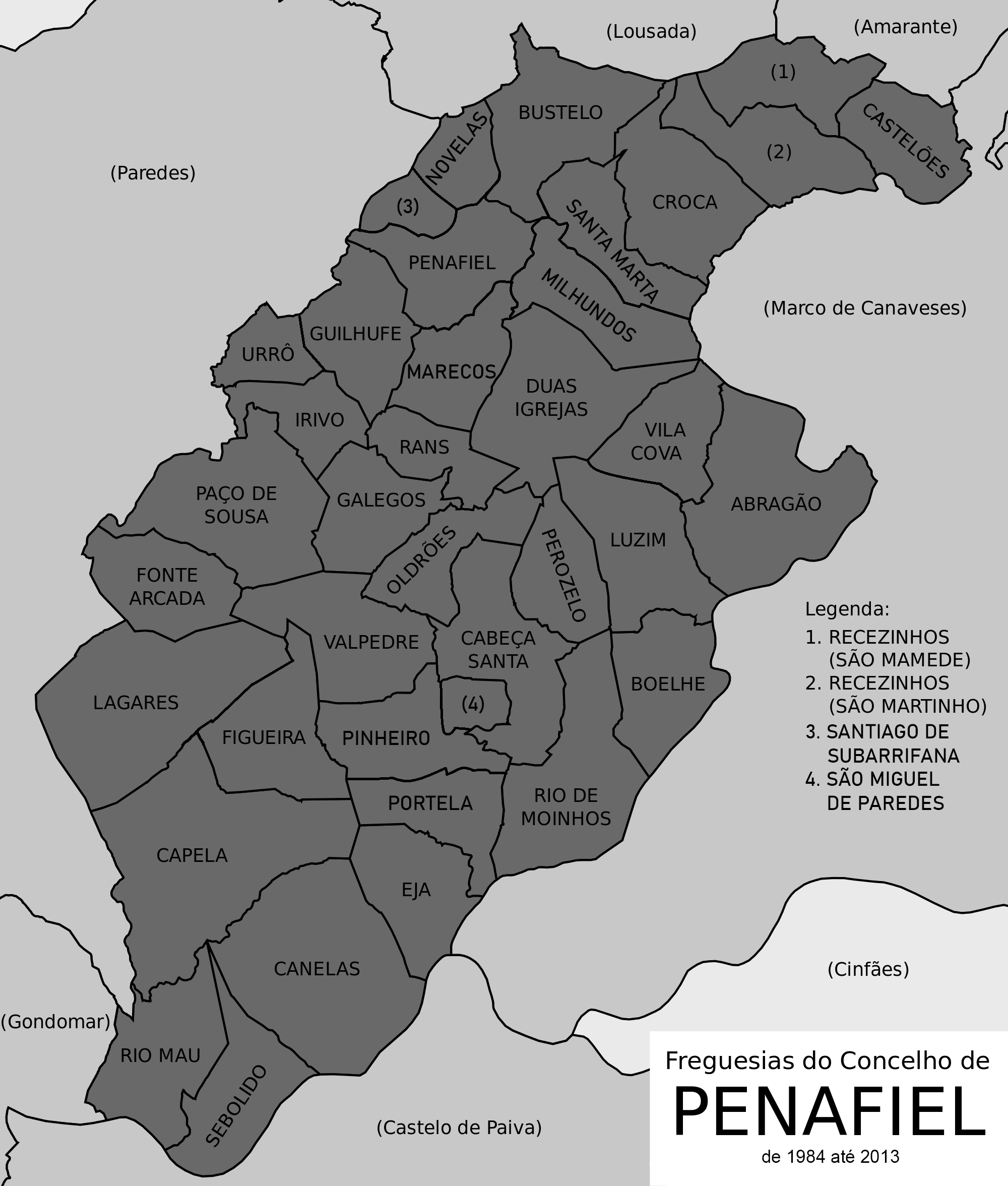
de 1984 até 2013

Antes da Reorganização administrativa do território das freguesias de 2013 existiam 38 freguesias no município, várias dessas freguesias acabaram por se unir a outras, elas foram a seguintes: 
| Extintas                | Atualmente            |
| ----------------------- | --------------------- |
| Marecos                 | Penafiel              |
| Milhundos               | Penafiel              |
| Novelas                 | Penafiel              |
| Penafiel                | Penafiel              |
| Santa Marta             | Penafiel              |
| Santiago de Subarrifana | Penafiel              |
| Figueira                | Lagares e Figueira    |
| Lagares                 | Lagares e Figueira    |
| Guilhufe                | Guilhufe e Urrô       |
| Urrô                    | Guilhufe e Urrô       |
| Luzim                   | Luzim e Vila Cova     |
| Vila Cova               | Luzim e Vila Cova     |
| Pinheiro                | Termas de São Vicente |
| Portela                 | Termas de São Vicente |
| São Miguel de Paredes   | Termas de São Vicente |

## Economia
Grande parte da estrutura económica do município concentra-se no sector secundário, com particular destaque para as áreas da construção civil, indústria transformadora e produção têxtil.
O sector agroalimentar e a vitivinicultura são, por tradição, áreas importantes do tecido empresarial local. Entre produtores vinícolas, destaca-se a empresa Quinta da Aveleda, SA, que, anualmente, exporta cerca de 19 milhões de euros, assumindo-se como o maior exportador de vinho verde do país.

## Turismo
Penafiel é dos municípios do Norte português que atrai maior número de turistas, tanto pela sua beleza natural, como pelo seu património humano.

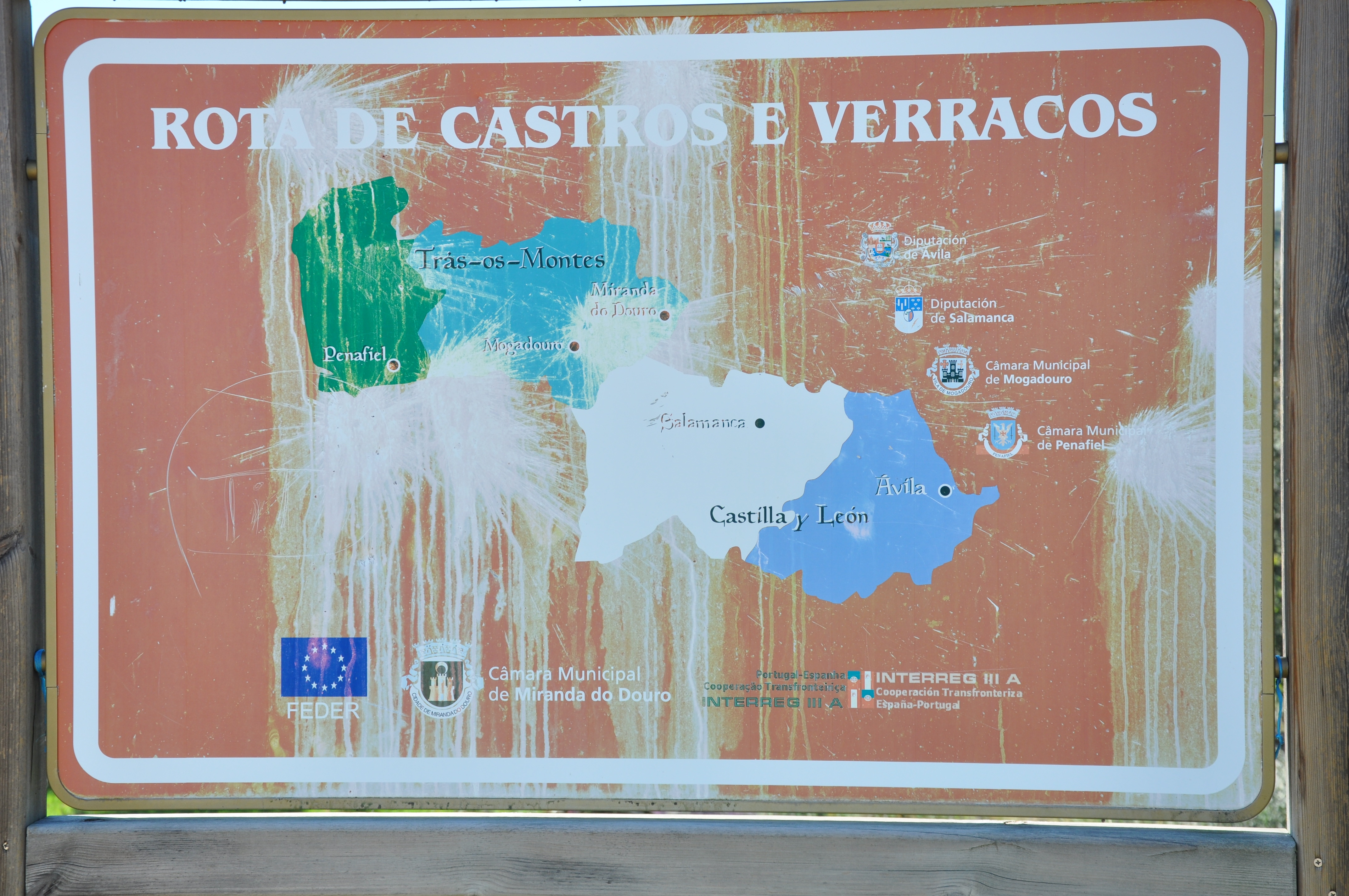
Rota dos castros e verracos

As suas manifestações de interesse perpassam vários domínios, como sejam, o seu património, a sua gastronomia, as suas paisagens naturais, as suas tradições, feiras e festividades, às quais acrescem as estruturas turísticas construídas e em construção. Penafiel é um concelho de montes, vales e rios, que pode ser fruído a partir de vários pontos e lugares como os belos planos de água decorrentes da albufeira do Tâmega ou as encostas agrestes do Douro.

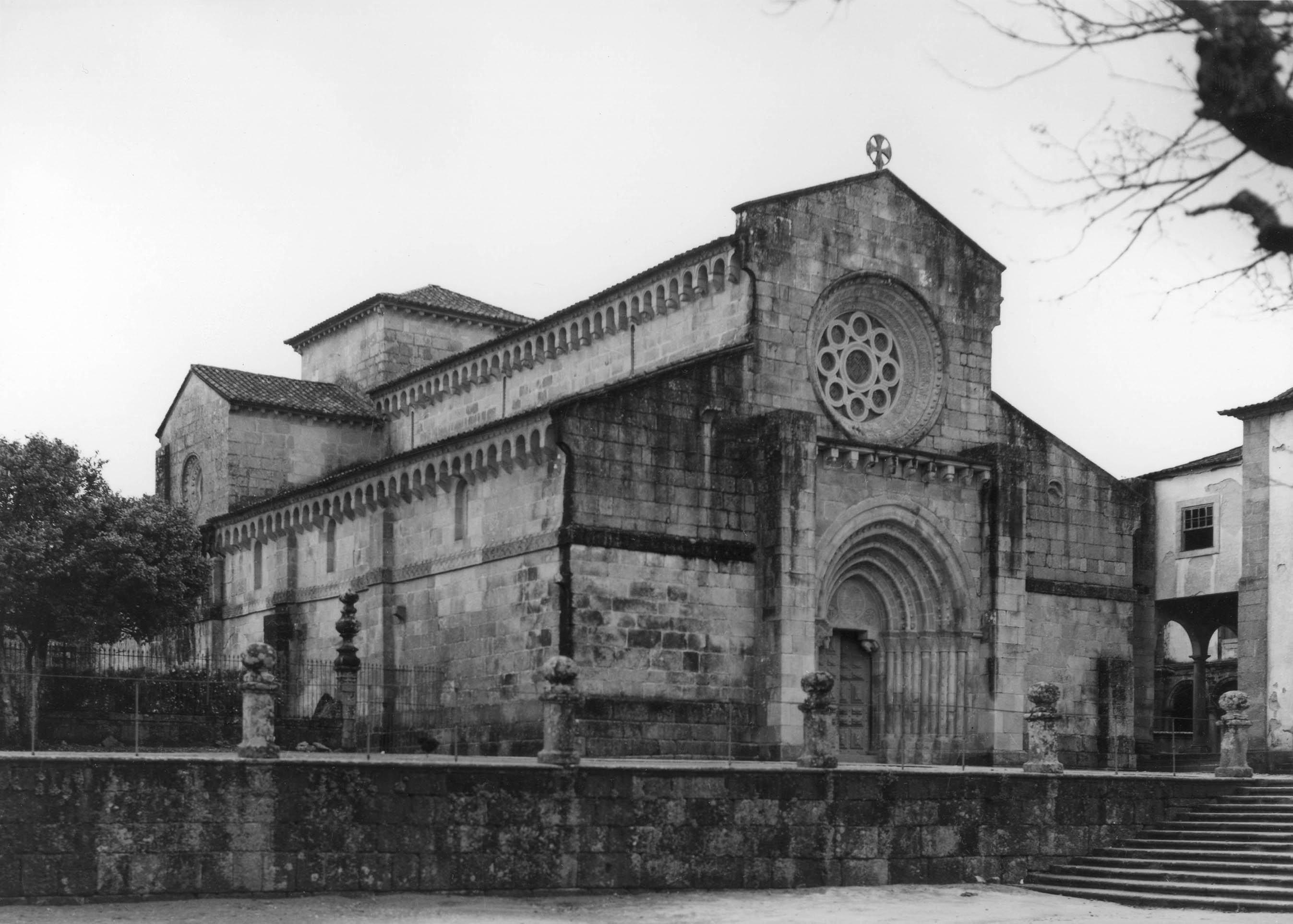
Mosteiro de Paço de Sousa

Penafiel é também um município onde se percebe a intensa humanização de que o seu território foi alvo, ao longo de vários milénios. Assim, podem ser apreciados vários monumentos que a arte humana ofereceu à luz do dia, desde os imemoriais tempos pré-históricos. Aqui podem ser visitados a Anta de Santa Marta, o Menir de Luzim, gravuras rupestres e várias necrópoles.
Outra oferta que o turística que Penafiel tem para oferecer é o turismo termal, nas Termas de S. Vicente e no Inatel de Entre-os Rios. O grande elemento diferenciador das Termas de São Vicente é a característica e qualidade da sua água, sendo uma das mais sulfúreas sódicas, fortes, hipo mineralizadas, carbonadas sódicas (alcalinas) silicatadas, e fluoretadas da Europa. São tidas como as mais alcalinas entre as águas sulfúreas de Portugal e da Europa. A sua temperatura é de 18,5 graus Celsius. As águas são indicadas para tratamento de afeções das vias respiratórias e do aparelho músculo-esquelético.

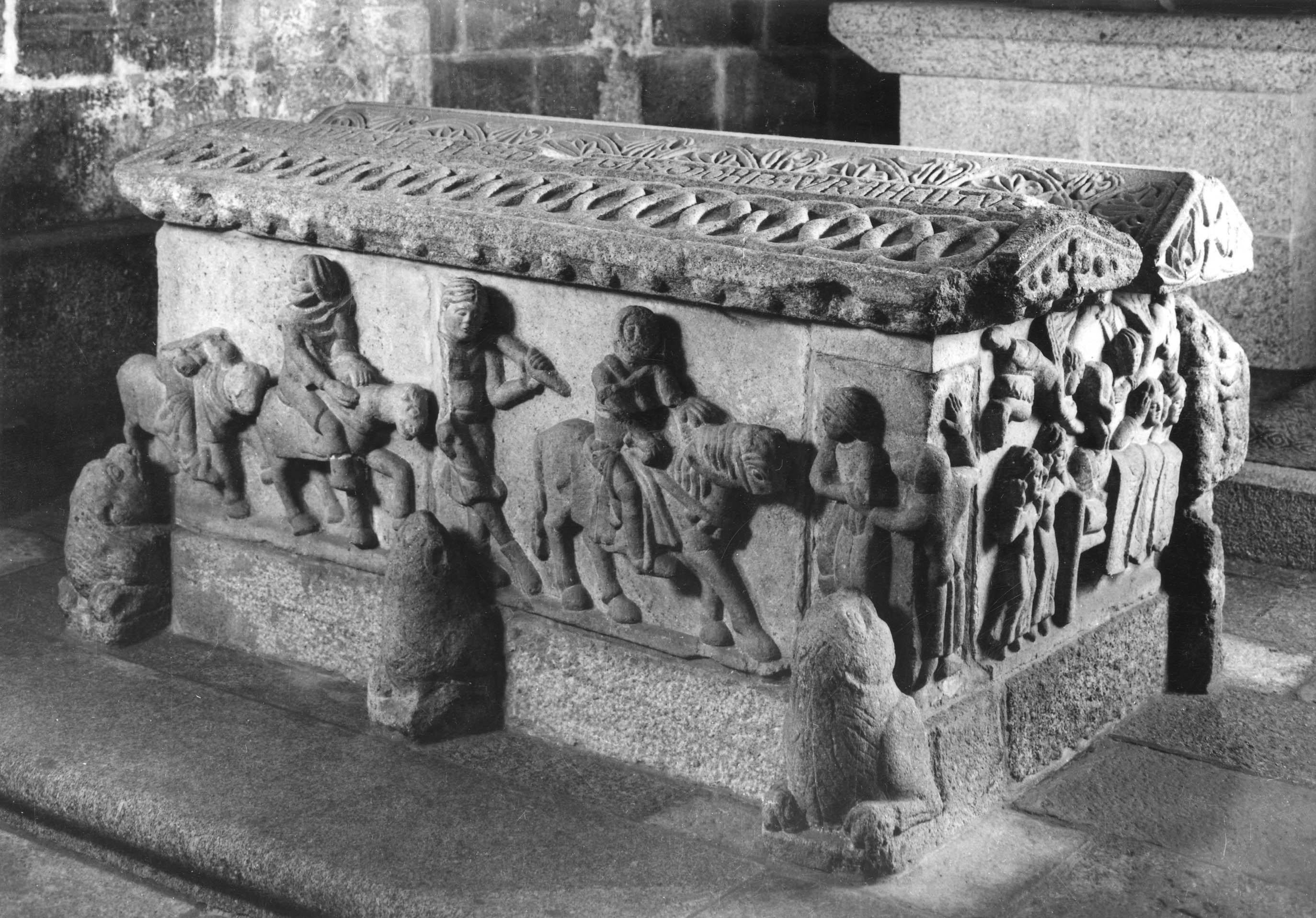
Túmulo de Egas Moniz

No município de Penafiel é possível visitar um dos maiores parques temáticos portugueses: a Magikland. Este parque outrora chamado Bracalândia viu a sua localização mudar de Braga para Penafiel, a sua área aumentar 4 vezes e o seu nome mudado para Magikland. É também neste território que pode ser visitado o maior castro da Península Ibérica – o Castro de Monte Mozinho (Oldrões/Galegos). Trata-se de uma cidade proto romana, coeva do início da era, que tantos estudiosos e visitantes tem atraído para dentro dos seus limites. Integra a recentemente criada Rota dos Castros e Verracos da Fronteira Hispano-Lusa, juntamente com as Deputações de Ávila e Salamanca (Espanha) e os municípios de Miranda do Douro e Mogadouro, projeto financiado pelo Interrreg IIIA. Ali foi recentemente inaugurado o seu Centro Interpretativo, a zona de acolhimento de arqueólogos e vigilantes (apoiados pela ON, medida Cultura) e quatro modernas esculturas de outros tantos artistas. É intenção do Município continuar a beneficiar a zona de acolhimento dos visitantes.
Também merecem um especial relevo, os monumentos que integram a Rota do Românico do Vale do Sousa (apoiada pela ON – AIBT Vale do Sousa), a saber, o Mosteiro Beneditino de Paço de Sousa (onde se encontra o túmulo de Egas Moniz), a Igreja de S. Gens (Boelhe), a Igreja da Gândara (Cabeça Santa), a Igreja de S. Miguel de Entre-os-Rios (Eja), os Túmulos da Igreja de S. Pedro de Abragão, o Memorial da Ermida (Irivo) e a ponte de Espindo (entre Bustelo e Lodares/Lousada).

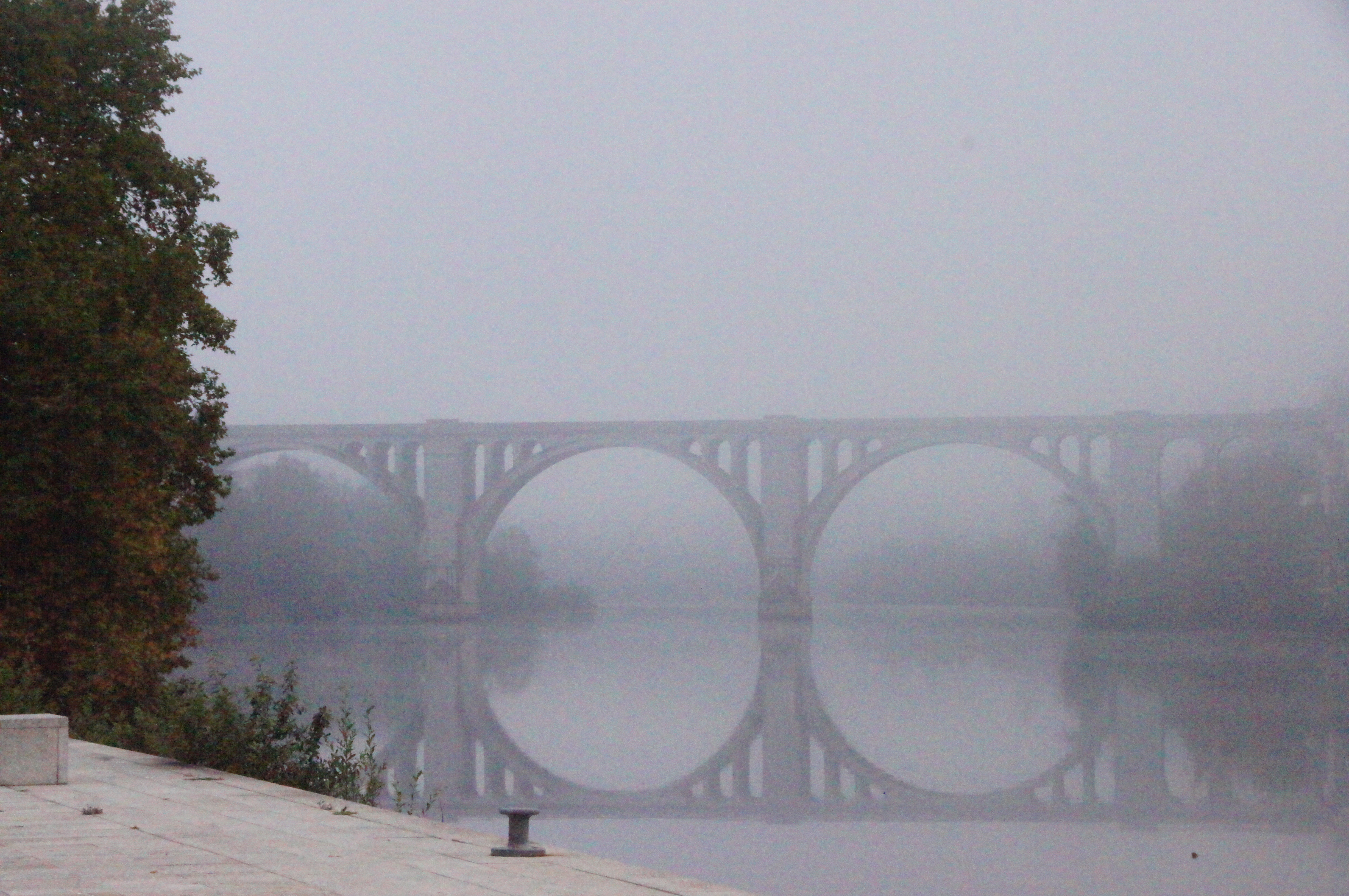
Entre-os-Rios

Também é de evidenciar o património e arquitetura rurais, existentes em vários lugares e aldeias do município, com especial incidência para as Aldeias Preservadas de Quintandona (Lagares) e Cabroelo (Capela), e de Entre-os-Rios, em recuperação.
Recomenda-se ainda a visita do Mosteiro Beneditino de Bustelo e o aqueduto que se ergue na sua envolvente, bem como o Santuário de Nossa Senhora da Piedade (Sameiro) e o Centro Histórico da cidade.
O alto do Castelo da Pena Fiel deve ser considerado como o berço da municipalidade Penafidelense. O sítio começou por ser investido na pré-história pelos Galaicos; gravuras rupestres desta época encontram-se ainda no sitio. Depois, na idade média, foi ai construído um castelo para defender a assim chamada Terra de Pena Fiel, que esta na origem do concelho e do nome da cidade de Penafiel. Também se poderá visitar o Museu Municipal de Penafiel, uma referência a nível nacional, e que tem atraído muitas pessoas.
Nalgumas alturas do ano regista-se um aumento da afluência de turistas à cidade para eventos como a famosa feira de S. Martinho, o recentemente criado festival literário Escritaria e a feira agrícola Agrival.

## Festas e romarias
Este município integra a Rota do Românico do Vale do Sousa.
Durante o ano a Cidade de Penafiel é palco de várias festas, feiras e romarias. São destaque as celebrações da Semana Santa, o Corpo de Deus-Festas da Cidade e do Concelho com tradições únicas no país, a Noite Branca, Noite Vermelha, Penafiel Racing Fest, a Escritaria e a Penafiel Cidade Natal.

### Agrival
A Agrival é uma feira agrícola que se realiza todos os anos no Pavilhão de Feiras e Exposições de Penafiel durante 9 dias por altura das comemorações de São Bartolomeu, que é no dia 24 de agosto.
É uma das maiores feiras agrícolas do país e conta com centenas de feirantes, expositores e espaços de restauração.
A feira é também conhecida por levar artistas nacionais ao palco principal do evento.

### São Martinho
A Feira de São Martinho, em honra do Santo Padroeiro da cidade de Penafiel, é uma das mais emblemáticas e mais antigas feiras da cidade de Penafiel. Realiza-se por 10 dias, desde os dias 10 a 20 de novembro, e traz à cidade centenas de feirantes durante esse período. O dia de São Martinho é a 11 de novembro, que também é o dia de feriado municipal.
Em 2017 realizou-se a primeira procissão de que há registo em honra do santo.

## Monumentos
Dos monumentos da cidade de Penafiel destacam-se Igreja Matriz de Penafiel (classificada como monumento nacional), em que sobressai a capela-mor gótica da primitiva igreja do Espírito Santo. Na igreja do Espírito Santo foi estabelecida, em 1540 a confraria do Santíssimo Sacramento, sendo a então Arrifana a primeira localidade, depois de Roma, a ter uma confraria desta invocação.
A igreja, edificada em granito, foi reconstruída no século XVI, devendo a estas obras a sua traça em estilo Renascentista.

## Desporto
O futebol é o desporto mais praticado no município, levando centenas de jovens para os vários clubes nele existentes.
O maior clube penafidelense e o que representa todo o concelho é o FC Penafiel, que foi fundado em 1951 e tem tido presença regular nas competições profissionais do futebol português: a Primeira e Segunda Liga. Este clube para além do futebol tem modalidades como o atletismo e pesca, onde os seus atletas têm vencido várias competições nacionais e internacionais.
A Associação Desportiva de Penafiel (ADP) onde enverga várias modalidades tais como: natação, Patinagem, polo Aquático, patinagem, voleibol, andebol e kickboxing, futsal.
O karaté começa também a ser uma modalidade de destaque no Concelho de Penafiel, tratando-se de um desporto em desenvolvimento por vários entidades atualmente.
Quanto ao Hóquei em Patins, o principal emblema é o Hóquei Clube de Penafiel, com sede na freguesia de Galegos. A equipa sénior disputa atualmente a III Divisão.
Penafiel possui também uma equipa de ciclismo chamada "Silva e Vinha/ ADRAP/ Sentir Penafiel", mais conhecida por "ADRAP". Equipa que existe há 26 anos, foi fundada por Manuel Ferreira. Desta equipa saíram Manuel Cardoso (atual Sporting-Tavira) e Joaquim Pinto (atual W52-Quinta da Lixa).
De Penafiel já saíram jogadores de futebol como Abel, Nuno André Coelho e Nuno Miguel Barbosa Morais. Na área do atletismo destaca-se Fernanda Ribeiro, natural de Penafiel, uma das maiores atletas de sempre na sua modalidade.
O automobilismo é outra modalidade desportiva de destaque no Concelho. Entre vários notáveis da modalidade tem-se destacado mais recentemente o Penafiel Racing Fest, o qual leva milhares de visitantes a Penafiel, a cidade já conhecida como "a capital dos motores", iniciativa organizada pela CDDC-Cooperativa para o Desenvolvimento Desportivo e Cultural, em parceria com a Câmara Municipal de Penafiel.

## Infraestruturas

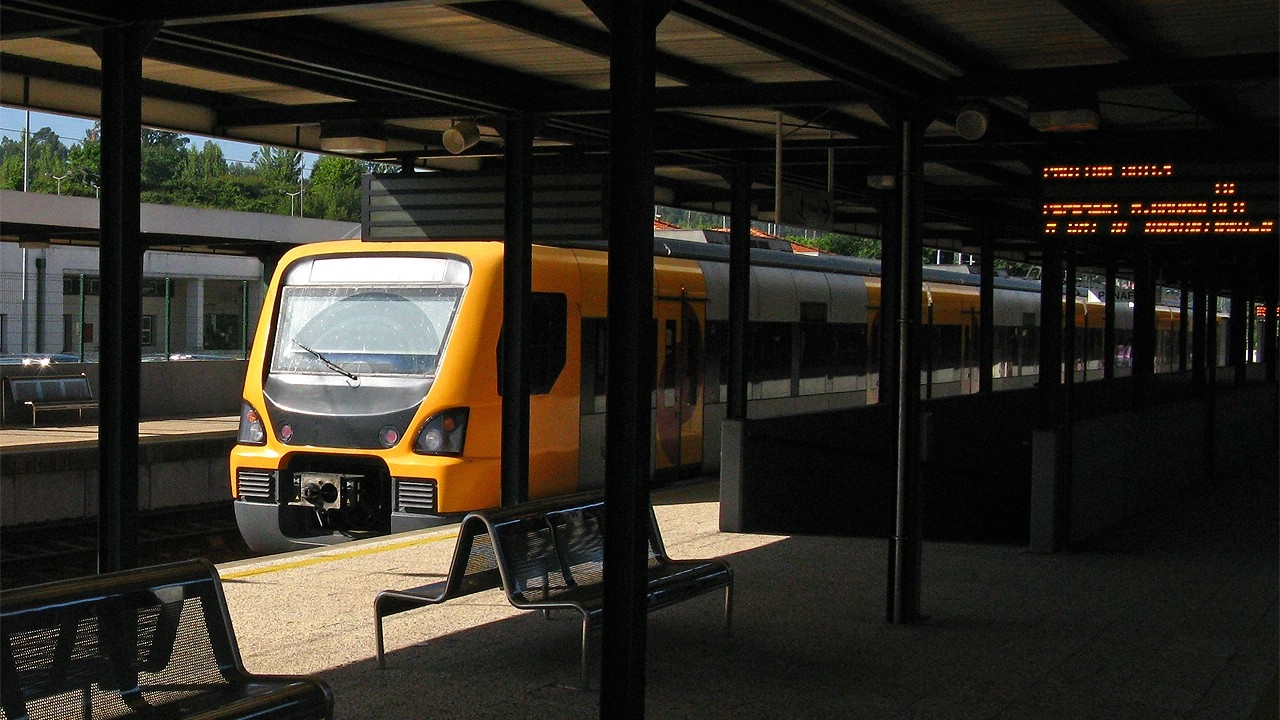
Estação de comboios (Penafiel)

### Educação
O município possui várias jardins de infância e escolas, de ensino primário, básico e secundário. O município de Penafiel tem investido nesta área, tendo construído escolas novas ou renovando outras.
A nível do ensino superior Penafiel tem dois edifícios para duas instituições para acolher instituições deste nível de educação: um que acolhe o ISCE Douro, na Avenida José Júlio, e outro que acolhe a CESPU, na Rua do Paço.
Está programada a construção de uma residência universitária no centro história da cidade de Penafiel com a capacidade para acolher 32 estudantes. Esta residência está inserida no Plano de Recuperação e Resiliência, terá um custo aproximado de um 1 milhão de euros e espera-se a sua conclusão em 2024.

### Saúde
A Cidade tem vários centros de saúde espalhados, um hospital público, um hospital privado e várias clinicas.
O Hospital Padre Américo, um dos maiores do país, está localizado na Cidade de Penafiel.
A 23 de fevereiro de 2023 a Câmara Municipal de Penafiel e o Grupo Trofa Saúde anunciaram a construção de um hospital privado na freguesia de Guilhufe e Urrô, junto ao Hospital Padre Américo, num investimento a rondar os 50 milhões de euros. A sua abertura está prevista para maio de 2025.
A freguesia da Figueira tem uma unidade de cuidados continuados, junto ao centro social.
Em Termas de São Vicente há balneários termais.

### Transportes
O município dispõe de algumas estações de comboio no seu território, de autocarros por todo o território e de um vasto sistema rodoviário.
A A4, uma das mais importantes auto estradas do norte de Portugal, passa pelo município de Penafiel.
Junto à estação ferroviária de Novelas foi construído um terminal intermodal, juntamente com uma nova estrada com ligação à saída da A4. O edifício contará com 7 lugares cais interiores para autocarros mais 11 lugares para autocarros no exterior.

### Desporto
O concelho conta com vários estádios ou campos para a prática de futebol. O maior é o Estádio Municipal 25 de Abril, normalmente utilizado pelo Futebol Clube de Penafiel.
Conta ainda com vários pavilhões gimnodesportivos pelo concelho.
O concelho conta com algumas piscinas municipais, localizadas nas freguesias de Penafiel, Paço de Sousa e São Vicente do Pinheiro.
O Parque da Cidade de Penafiel conta com um pequeno complexo desportivo, que tem um campo de futebol sintético e pista tartan.

#### Penafiel Stadium Center
Em 2007 a Câmara Municipal de Penafel anunciou a construção de um novo estádio, junto à estação ferroviária em Novelas. O estádio, numa fase inicial, teria capacidade para 4500 pessoas, mas poderia chegar a rondar os 12 mil espectadores numa fase posterior. A construção deste novo estádio estava envolvida num empreendimeno que envolveria um hotel, um retail park e bombas de gasolina, num investimento total de 100 milhões de euros. Contudo, a obra nunca chegou a avançar, devido uma providência cautelar e à crise financeira surgida em 2007/08.

### Cultura
O município de Penafiel tem vários espaços ligados à Cultura e conta ainda com vários eventos culturais ao longo do ano.
O Museu Municipal de Penafiel é um dos melhores museus portugueses e europeus.[carece de fontes?]
A Igreja da Misericórdia, no centro histórico de Penafiel, conta com um Museu de Arte Sacra.
Junto à Igreja Matriz de Penafiel encontra-se o Recreatório Paroquial de Penafiel, que em 2021 foi reaberto após obras de requalificação, e tem capacidade para 70 lugares.
Está a ser construído, na zona de Puços, o Ponto C - Cultura e Criatividade, um espaço que irá ter uma sala de espetáculos com capacidade para 400 pessoas. Na zona envolvente haverá uma zona multiusos que contemplará zonas verdes, um anfiteatro natural e zonas de lazer.
Em Abragão existe o Centro de Interpretação da Escultura Românica, perto da Igreja de São Pedro de Abragão.
No Parque da Cidade de Penafiel encontra-se instalado o Museu do Automóvel Antigo.

### Museu Municipal de Penafiel

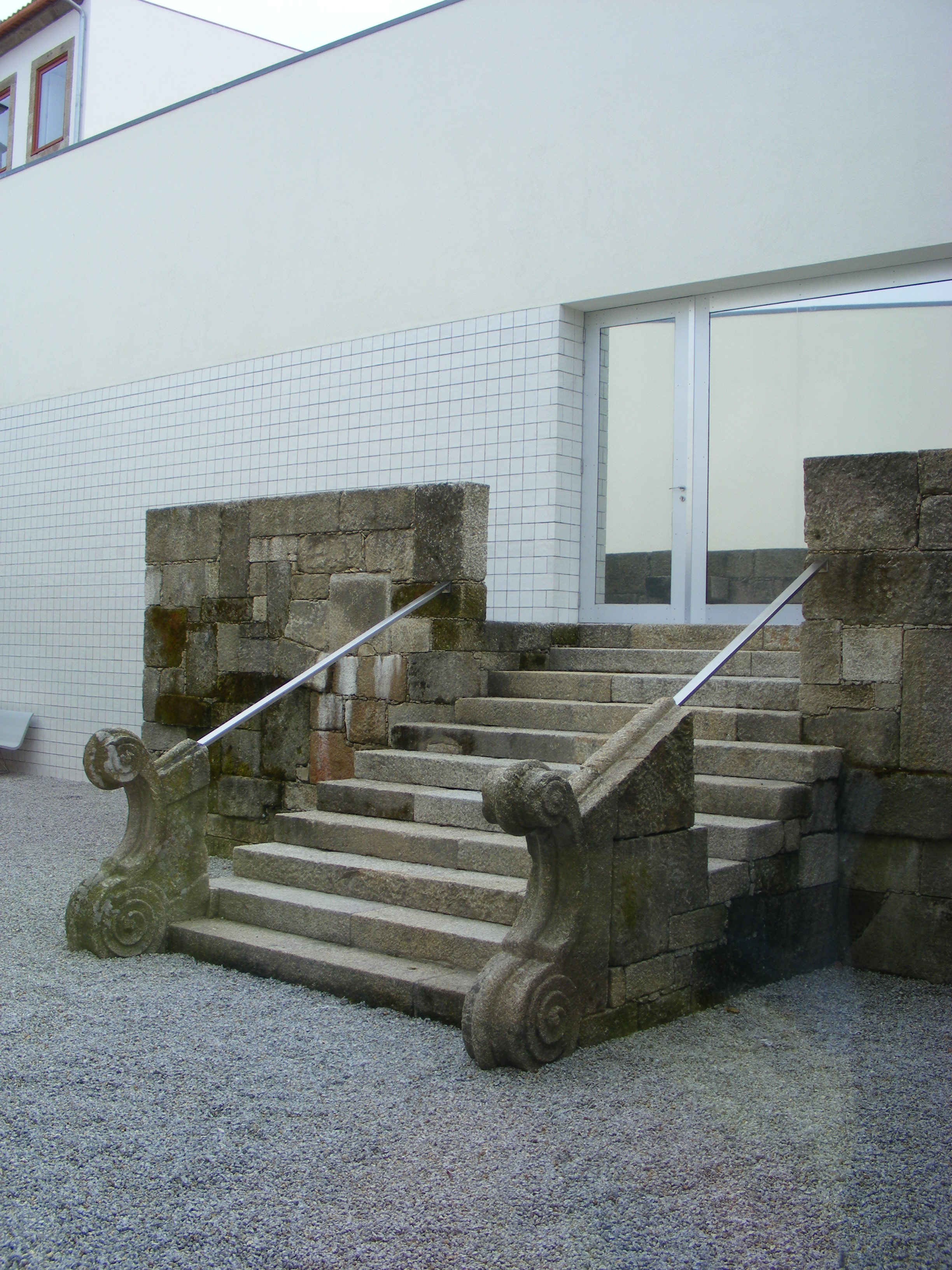
Pátio interior do museu

O Museu Municipal de Penafiel está instalado no palacete setecentista dos Pereira do Lago e é de uma das últimas obras assinadas pelo arquiteto Fernando Távora (falecido em 2005) e concluída pelo seu filho, José Bernardo Távora. Foi inaugurado a 24 de Março de 2009, pelo presidente da República Cavaco Silva e o presidente de câmara Alberto Santos. Em 2010 foi considerado o melhor museu de Portugal e foi nomeado para vários prémios internacionais. O site do museu foi considerado o melhor em 2012 pela Associação Portuguesa de Museologia.

### Biblioteca Municipal de Penafiel
Penafiel começou a construir a sua Biblioteca em 1863, tendo não passado de uma tentativa. Só a 6 de Junho de 1917 foi inaugurada a Biblioteca Municipal de Penafiel, situada na Avenida Araújo e Silva. Esta viria a encerrar em Outubro de 1919. Foi reaberta ao público a 6 de Junho de 1927, tendo sido transferida para um pequeno salão na Avenida Sacadura Cabral. Voltou a encerrar, após dois anos.
A 7 de Julho de 1947 a Biblioteca é uma vez mais transferida, desta vez para a Praça da República, passando a funcionar no Palacete do Barão do Calvário. A Biblioteca viria a sair daí, para serem realizadas obras de recuperação do edifício, tendo sido instalada provisoriamente no Salão Polivalente Municipal. Foi inaugurada a 4 de Março de 1995 pelo então Presidente da República Mário Soares. A Biblioteca passou a ocupar todo o edifício, dado o restauro ao edifício, estado atualmente inserida na Rede de Leitura Pública.

## Personalidades
- Abel Ferreira (n. Penafiel a 22 de Dezembro de 1978) — ex-futebolista profissional e atualmente treinador da Sociedade Esportiva Palmeiras
- Alberto S. Santos (n. Paço de Sousa a 6 de Março de 1967) — escritor e político
- António Barbosa de Melo (n. Lagares a 2 de Novembro de 1932 – f. Coimbra a 7 de setembro de 2016) — político e jurista
- António Ferreira Gomes (n. Milhundos a 10 de maio de 1906 – f. 13 de Abril de 1989 em Valongo) — religioso
- Américo Monteiro de Aguiar ou Padre Américo (n. Galegos a 23 de Outubro de 1887 – f. Campo (Valongo) a 16 de Julho de 1953) — religioso
- António Oliveira (n. Penafiel a 10 de Junho de 1952) — ex-futebolista, ex-treinador e ex-selecionador nacional de futebol de Portugal
- Fernanda Ribeiro (n. Penafiel a 23 de Junho de 1969) — medalha de ouro nos Jogos Olímpicos de Atlanta nos 10 mil metros
- Joaquim de Araújo (n. Penafiel a 16 de Julho de 1858 – f. em Sintra a 11 de maio de 1917) — poeta
- Joaquim Santos (n. Penafiel a 9 de Junho de 1952) — piloto de ralis
- José Fonte (n. Penafiel a 22 de Dezembro de 1983) — futebolista
- Nuno Morais (n. Paço de Sousa a 29 de Janeiro de 1984) — ex-futebolista
- Vitorino Silva (n. Rans a 19 de Abril de 1971) — político
- Martinho Silva (n. Penafiel a 15 de janeiro de 1979) — ator

## Política
Ver artigo principal: Câmara Municipal de Penafiel

### Eleições autárquicas[21]
| Data | %       | V       | %     | V     | %       | V       | %            | V            | %     | V  | %              | V          | %              | V   | %              | V   | %       | V       | %              | V   | %  | V  | %  | V  | %   | V   | Participação |                |
| Data | PPD/PSD | PPD/PSD | PS    | PS    | CDS-PP  | CDS-PP  | FEPU/APU/CDU | FEPU/APU/CDU | AD    | AD | PCTP/ MRPP     | PCTP/ MRPP | PRD            | PRD | PSN            | PSN | PSD/CDS | PSD/CDS | GCE            | GCE | BE | BE | CH | CH | RIR | RIR | Participação |                |
| ---- | ------- | ------- | ----- | ----- | ------- | ------- | ------------ | ------------ | ----- | -- | -------------- | ---------- | -------------- | --- | -------------- | --- | ------- | ------- | -------------- | --- | -- | -- | -- | -- | --- | --- | ------------ | -------------- |
| Data | 1976    | 32,86   | 3     | 31,26 | 2       | 21,84   | 2            | 6,21         | -     |    |                |            |                |     |                |     |         |         |                |     |    |    |    |    |     |     |              | 71,14 / 100,00 |
| 1979 | AD      | AD      | 36,04 | 3     | AD      | AD      | 8,07         | -            | 52,08 | 4  | 1,62           | -          | 80,74 / 100,00 |     |                |     |         |         |                |     |    |    |    |    |     |     |              |                |
| 1982 | AD      | AD      | 43,47 | 4     | AD      | AD      | 9,44         | -            | 41,60 | 3  | 2,41           | -          | 77,00 / 100,00 |     |                |     |         |         |                |     |    |    |    |    |     |     |              |                |
| 1985 | 31,85   | 3       | 50,21 | 4     | 8,67    | -       | 6,73         | -            |       |    |                |            | 0,00           | -   | 75,21 / 100,00 |     |         |         |                |     |    |    |    |    |     |     |              |                |
| 1989 | 27,34   | 2       | 54,39 | 5     | 9,43    | -       | 6,14         | -            |       |    | 74,81 / 100,00 |            |                |     |                |     |         |         |                |     |    |    |    |    |     |     |              |                |
| 1993 | 38,97   | 4       | 51,44 | 5     | 3,14    | -       | 3,12         | -            | 0,98  | -  | 78,34 / 100,00 |            |                |     |                |     |         |         |                |     |    |    |    |    |     |     |              |                |
| 1997 | 27,26   | 3       | 50,50 | 5     | 15,17   | 1       | 3,55         | -            | 0,57  | -  | 76,69 / 100,00 |            |                |     |                |     |         |         |                |     |    |    |    |    |     |     |              |                |
| 2001 | CDS-PP  | CDS-PP  | 39,50 | 4     | PPD/PSD | PPD/PSD | 4,46         | -            |       |    | 50,32          | 5          | 3,07           | -   | 78,30 / 100,00 |     |         |         |                |     |    |    |    |    |     |     |              |                |
| 2005 | CDS-PP  | CDS-PP  | 30,06 | 3     | PPD/PSD | PPD/PSD | 3,76         | -            | 62,04 | 6  |                |            | 1,36           | -   | 78,50 / 100,00 |     |         |         |                |     |    |    |    |    |     |     |              |                |
| 2009 | CDS-PP  | CDS-PP  | 29,71 | 3     | PPD/PSD | PPD/PSD | 3,00         | -            | 64,18 | 6  | 1,33           | -          | 77,09 / 100,00 |     |                |     |         |         |                |     |    |    |    |    |     |     |              |                |
| 2013 | CDS-PP  | CDS-PP  | 41,13 | 4     | PPD/PSD | PPD/PSD | 3,17         | -            | 50,51 | 5  | 1,40           | -          | 70,50 / 100,00 |     |                |     |         |         |                |     |    |    |    |    |     |     |              |                |
| 2017 | CDS-PP  | CDS-PP  | 34,84 | 4     | PPD/PSD | PPD/PSD | 1,52         | -            | 51,87 | 5  | 6,22           | -          | 1,12           | -   | 72,56 / 100,00 |     |         |         |                |     |    |    |    |    |     |     |              |                |
| 2017 | CDS-PP  | CDS-PP  | 34,84 | 4     | PPD/PSD | PPD/PSD | 1,52         | -            | 51,87 | 5  | 1,84           | -          | 1,12           | -   | 72,56 / 100,00 |     |         |         |                |     |    |    |    |    |     |     |              |                |
| 2021 | CDS-PP  | CDS-PP  | 30,93 | 3     | PPD/PSD | PPD/PSD | 1,93         | -            | 60,51 | 6  |                |            | 1,66           | -   | 2,17           | -   | PS      | PS      | 70,49 / 100,00 |     |    |    |    |    |     |     |              |                |

### Eleições legislativas
| Data | %     | %     | %     | %     | %     | %     | %        | %     | %     | %    | %     | %     | %       | % | %  | %  |     |  |
| Data | PSD   | PS    | CDS   | PCP   | UDP   | AD    | APU/ CDU | FRS   | PRD   | PSN  | BE    | PAN   | PSD CDS | L | IL | CH | JPP |  |
| ---- | ----- | ----- | ----- | ----- | ----- | ----- | -------- | ----- | ----- | ---- | ----- | ----- | ------- | - | -- | -- | --- |  |
| Data | 1976  | 35,91 | 29,41 | 20,54 | 3,38  | 0,66  |          |       |       |      |       |       |         |   |    |    |     |  |
| 1979 | AD    | 30,51 | AD    | APU   | 1,74  | 50,80 | 9,97     |       |       |      |       |       |         |   |    |    |     |  |
| 1980 | AD    | FRS   | AD    | APU   | 1,19  | 52,96 | 8,51     | 28,61 |       |      |       |       |         |   |    |    |     |  |
| 1983 | 30,22 | 41,24 | 13,12 | APU   | PSR   |       | 9,58     |       |       |      |       |       |         |   |    |    |     |  |
| 1985 | 29,60 | 22,23 | 11,27 | APU   | 1,23  | 9,44  | 20,65    |       |       |      |       |       |         |   |    |    |     |  |
| 1987 | 58,76 | 21,87 | 3,84  | CDU   | 0,55  | 6,26  | 3,05     |       |       |      |       |       |         |   |    |    |     |  |
| 1991 | 57,41 | 28,10 | 4,19  | CDU   |       | 4,10  | 0,68     | 0,96  |       |      |       |       |         |   |    |    |     |  |
| 1995 | 41,49 | 45,24 | 5,96  | CDU   | 0,22  | 3,76  |          |       |       |      |       |       |         |   |    |    |     |  |
| 1999 | 34,69 | 50,17 | 6,88  | CDU   |       | 3,88  | 0,34     | 0,95  |       |      |       |       |         |   |    |    |     |  |
| 2002 | 45,16 | 38,99 | 8,09  | CDU   | 3,22  |       | 1,23     |       |       |      |       |       |         |   |    |    |     |  |
| 2005 | 31,21 | 50,06 | 6,26  | CDU   | 3,92  | 3,73  |          |       |       |      |       |       |         |   |    |    |     |  |
| 2009 | 30,92 | 44,28 | 8,88  | CDU   | 4,44  | 6,60  |          |       |       |      |       |       |         |   |    |    |     |  |
| 2011 | 43,16 | 34,20 | 7,75  | CDU   | 4,36  | 3,11  | 0,63     |       |       |      |       |       |         |   |    |    |     |  |
| 2015 | CDS   | 32,40 | PSD   | CDU   | 4,93  | 8,78  | 1,08     | 44,85 | 0,30  | 0,17 |       |       |         |   |    |    |     |  |
| 2019 | 31,52 | 38,84 | 3,00  | CDU   | 2,85  | 7,82  | 2,36     |       | 0,62  | 0,65 | 0,58  | 0,15  |         |   |    |    |     |  |
| 2022 | 32,41 | 46,67 | 1,60  | CDU   | 1,83  | 3,33  | 0,96     | 0,65  | 2,69  | 3,83 | 0,05  |       |         |   |    |    |     |  |
| 2024 | AD    | 31,09 | AD    | CDU   | 31,41 | 1,48  | 3,47     | 1,38  | 1,82  | 3,81 | 16,53 | 0,15  |         |   |    |    |     |  |
| 2025 | AD    | 23,52 | AD    | CDU   |       | 1,25  | 1,59     | 0,85  | 37,62 | 2,41 | 3,96  | 22,05 | 0,07    |   |    |    |     |  |